# Eduard Karel
Eduard Karel, křtěný Eduard Ernest Karel (20. ledna 1861 Smiřice – 18. října 1950 Turnov), byl český rytec, grafik, malíř a pedagog.

## Život
Narodil se ve Smiřicích nedaleko od Hradce Králové v rodině řezníka Josefa Karla a jeho ženy Františky rozené Nejdmanové, jako čtvrté dítě z pěti. Ponejprv navštěvoval tehdy ještě dvoutřídní smiřickou školu, prospěch měl dobrý, ale v kreslení vynikal. Po ukončení dvoutřídní školy jej otec nechal vyučit zámečnickému řemeslu v panské pile. Na jeho studia rodina neměla peníze a tak Eduard kreslil po nocích pro své potěšení. Jednou onemocněl a tak jej navštívil místní lékař MUDr. Otakar Jedlička a všiml si jeho kreseb, které ho zaujaly. Vyžádal si několik jeho nejzdařilejších výkresů a zaslal je k posouzení do Umělecké besedy v Praze, která nadanému chlapci pomohla na studia.
Eduard se vydal do Prahy, kde studoval na zlatnické škole a učil se rytectví, cizelování a modelování. Při studiu na této škole si jej při návštěvě všiml ředitel Rakouského muzea pro umění a průmysl dvorní a tajný rada, rytíř Rudolf Eitelberger. Po zhlédnutí jedné z Eduardových prací mu nabídl studium ve Vídni u výtečného grafika Williama Ungera a později i na vídeňské umělecko-průmyslové škole. Ve škole Eduard Karel kreslil, leptal a ryl do mědi podle starých klasických mistrů, kopíroval řadu Rembrandtových listů – tím vším se učil. Často přispíval svými rytinami do Prahy pro prof. Jana Koulu pro časopis „Památky království českého“.
V roce 1885 přestoupil na speciální školu pro dřevoryt a lept k profesorovi W. Hechtovi a zároveň přispěl svými kresbami do díla korunního prince Rudolfa „Die Österreichisch-Ungarische Monarchie im Wört und Bild”. 5. května 1890 se Eduard Karel ve Vídni oženil s Františkovou Bernardovou, přijal za své její děti, Františku (* 11. 3. 1886 ve Vídni), Eduarda (* 8. 7. 1888 ve Vídni) a Antona (* 26. 9. ve Vídni). V roce 1895 se v Praze na Žižkově narodila jejich společná dcera Vilemína. V roce 1890 ukončil studium na vídeňské umělecko-průmyslové škole, Vídeň opustil a odešel do Karlových Varů, kde získal práci ve zdejší porcelánce, kde kreslil a ryl vzorky do oceli. V roce 1894 odešel do Prahy, kde pracoval pro firmu „Husník a Häusler“ a po nocích kreslil obrázky do kalendářů.
V roce 1898 opět změnil místo a odjel do Vídně, kde získal místo ve světoznámé grafické firmě J. Löwy. Na manželčin nátlak, aby děti vyrůstaly v Čechách byl nucen Vídeň opustit a tak se vrátil do Prahy, kde přijal místo u začínající grafické firmy Unie, kde nastoupil na místo vedoucího uměleckého oddělení. V té době se však v Praze začal projevovat velký zájem o grafiku a hlavně o lept a k E. Karlovi začali chodit na poradu později velmi známí umělci. Nejdříve to byl malíř Josef Bárta, potom Zdenka Braunerová, Joža Úprka, Adolf Kašpar, Englmüller, K. Špilar, Preisler, Hofbauer, Homoláč a Alfons Mucha. Těsně před svou smrtí přišel i Mikoláš Aleš, protože i on si chtěl zkusit tvořit pomocí leptu. Přicházeli další a další umělci, kteří hledali poučení o grafických technikách – lept, akvatinta, suchá jehla, mezzotinta i dřevoryt. V letech 1906–1922 E. Karel spolupracoval se M. Švabinským a zasvěcoval jej do tajů leptu.
V grafické Unii řídil čtyřbarvotisk, heliogravuru a po jistou dobu i barevný světlotisk. Pod jeho dozorem a s jeho spoluprací byly vydány: Vyšehradský kodex (faksimile), Babička Boženy Němcové ilustrovaná Adolfem Kašparem a s jeho přispěním bylo vydána „Monografie ruských umělců“, kterou vypracoval podle originálů v Moskvě a Petrohradě. Za ikony, provedené E. Karlem, obdržela Unie na světové výstavě v Paříži roku 1925 nejvyšší vyznamenání „Grand Prix“. V roce 1913 zavedl nejnovější způsob rotačního tisku z hloubky, Unií tento druh tisku pojmenovaný „neotypie“.
V roce 1919 přijal nabídku vyučovat na Umělecko-průmyslové škole v Praze grafiku a ve speciální škole prof. Fr. Kysely, V. H. Brunera a J. Bendy vyučoval tehdy používané grafické techniky. Mezi jeho žáky patřili např. Karel Svolinský, Cyril Bouda, Rudolf Švajdler, K. Kinský, rytec poštovních známek B. Heinz, Fr. Vrobel, Z. Majrová a další. E. Karel se tak stal prvním učitelem grafiky u nás a naši umělci tak nemuseli hledat vzdělání v cizině. Po večerech a o nedělích vyučoval grafiku na pražské Ukrajinské akademii. Přednášky pořádal i v Technologickém ústavu a na Státní fotografické škole na Smíchově a kromě toho vykonával dohled nad tiskem československých bankovek.
V roce 1928 si vzal zdravotní dovolenou a v roce 1929 odešel do důchodu. Zbytek svého života strávil v Turnově, kde také 18. října 1950 zemřel.
V roce 1981 byla vydána ke dni Československé známky pamětní známka s portrétem Eduarda Karla – učitele grafických technik v Čechách.

## Galerie

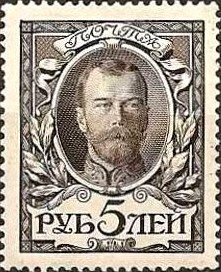
Poštovní známka Rusko 1913, “300. výročí domu Romanovců“ Mi RU 98, Mikoláš II., vyryl Eduard Karel
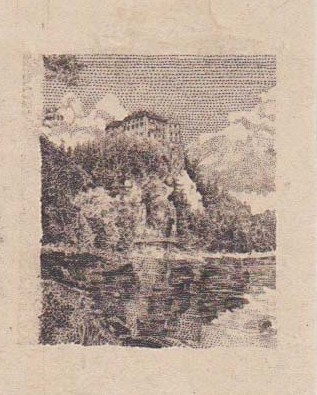
hrad Orlík, rytina (1925/26)
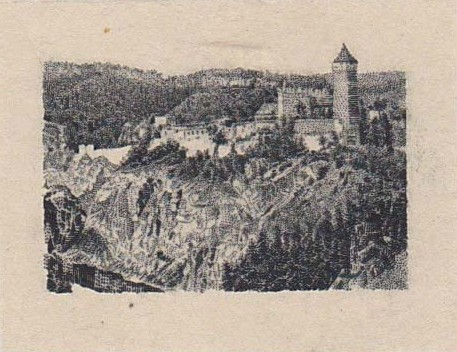
hrad Křivoklát, rytina (1925/26)
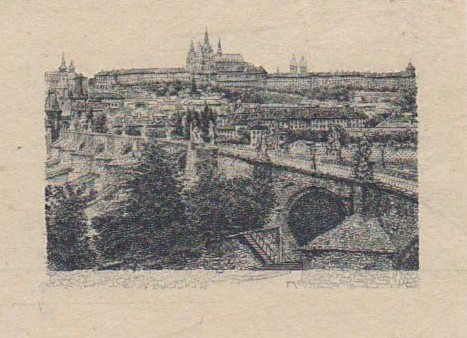
Praha, rytina (1925/26)
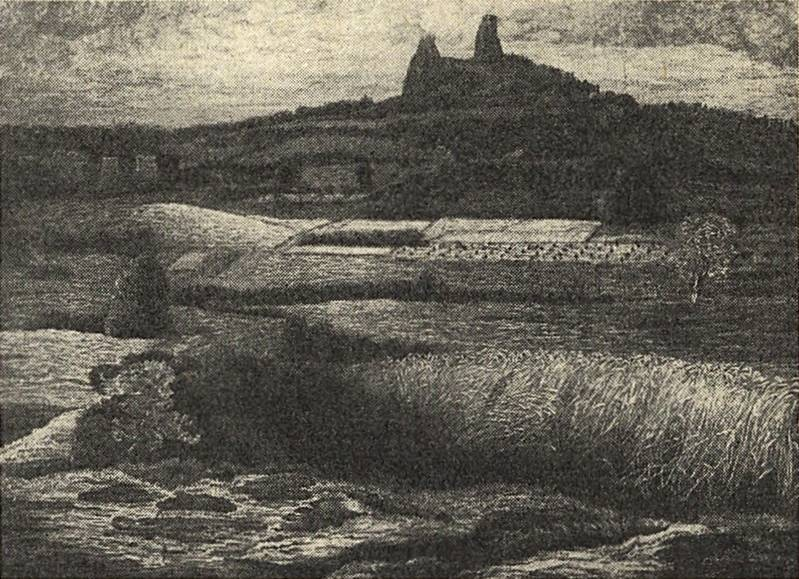
Trosky - lept
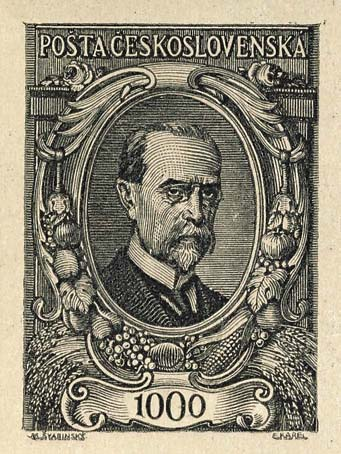
portrét presidenta T. G. Masaryka, Československá příležitostní známka, autor M. Švabinský, rytina (cca 1920)